# 권오현 (배우)
권오현(權五鉉, 1963년 11월 9일 ~ )은 대한민국의 배우이다.

## 경력
- 1975년 연극 배우 첫 데뷔
- 1976년 TBC 공채 1기 아역 탤런트 로 선발되었다.

## 텔레비전 드라마
- 1976년 TBC 《똘똘이의 모험》
- 1977년 TBC 《달려라 차돌이》
- 1978년 TBC 《정의의 번개돌이》
- 1980년 KBS1 《달동네》
- 1982년 KBS1 《우둥불》
- 1983년 KBS1 《하늘은 알고 있다》
- 1985년 KBS1 《적도전선》
- 1986년 KBS2 《형사 25시》
- 1987년 KBS2 《TV 손자병법》
- 1989년 KBS1 《조명하》
- 1989년 KBS1 《역사는 흐른다》
- 1990년 KBS1 《밤기차》
- 1990년 KBS1 《어머니의 노래》
- 1990년 KBS2 《대추나무 사랑걸렸네 - 1기》
- 1991년 KBS2 《형》
- 1992년 SBS 《해빙기의 아침》
- 1993년 KBS1 《봉이전》
- 1993년 KBS1《시인과 광인》
- 1993년 KBS2 《신 손자병법》
- 1993년 KBS1 《은하의 강》
- 1994년 KBS2 《한명회》
- 1994년 KBS1 《겨울 도화리》
- 1995년 KBS2 《서궁》
- 1995년 SBS 《옥이 이모》 ... 박대수 (뻥대포) 역
- 1996년 KBS1 《대추나무 사랑걸렸네 - 1기》
- 1996년 KBS2 《첫사랑》 ... 고병태 역
- 1996년 KBS1 《용의 눈물》... 조온 역
- 1997년 KBS2 《파랑새는 있다》 ... 조감독 역
- 1999년 KBS2 《유정》 ... 인종섭 역
- 2001년 KBS2 《대추나무 사랑걸렸네 - 3기》 ... 권필수 역
- 2007년 KBS1 《미우나 고우나》
- 2008년 KBS2 《돌아온 뚝배기》
- 2008년 KBS2 《KBS 드라마시티 - 돈꽃》 ... 태호 역
- 2008년 KBS2 《2008 전설의 고향 - 사진검의 저주》
- 2010년 KBS1 《바람 불어 좋은 날》 ... 서동식 역
- 2012년 KBS2 《사랑아 사랑아》 ... 김춘봉 역
- 2013년 KBS2 《KBS 드라마 스페셜 - 불침번을 서라》 ... 출판사 편집장 역
- 2013년 KBS1 《사랑은 노래를 타고》 ... 노재수 역
- 2014년 KBS2 《순금의 땅》 ... 정수복 역
- 2015년 KBS2 《별난 며느리》
- 2016년 KBS1 《별난 가족》 ... 이장 박준상 역
- 2018년 KBS2 《파도야 파도야》 ... 한춘삼 역
- 2021년 KBS2 《미스 몬테크리스토》 ... 주태식 역
- 2023년 KBS2 《우아한 제국》... 황성일 역

### 영화
- 1982년 《대학 얄개》
- 1990년 《부활의 노래》 ... 간부 역
- 1991년 《어머니, 당신의 아들》 ... 백골단 역
- 2002년 《취화선》 ... 소운 신랑 역
- 2004년 《귀여워》 ... 돈 받는 경찰 역
- 2007년 《어머니는 죽지 않는다》 ... 삐에로 / 신문 배달원 역
- 2011년 《스파이 파파》 ... 지순 아빠 역